# تحقیقات پوآرو
تحقیقات پوآرو (به انگلیسی: Poirot Investigates) مجموعه‌ای از چند رمان جنایی کوتاه اثر آگاتا کریستی است.
این کتاب که از مجموعه داستان‌های پوآرو می‌باشد در مارس ۱۹۲۴ در بریتانیا توسط انتشارات برودلی هید و در سال ۱۹۲۵ میلادی توسط انتشارات داد، مید اند کمپانی در آمریکا به چاپ رسیده است.
قیمت کتاب در بریتانیا ۷ شلینگ ۶ پنسی و در آمریکا ۲ دلار بوده‌است.

## مجموعه داستان‌ها
- ماجرای ستاره غربی
- تراژدی در مارسدون مانور
- ماجرای آپارتمان ارزان
- راز هانتر لوج
- سرقت یک میلیون دلاری اوراق
- ماجرای آرامگاه مصری
- سرقت جواهرات در گرند متروپلتن
- ربوده شدن نخست‌وزیر
- ناپدید شدن آقای دونهایم
- ماجرای نجیب‌زاده ایتالیایی
- پرونده وصیت‌نامه گم‌شده